# Берег Пеннелла
Бе́рег Пе́ннелла — частина узбережжя Антарктиди між мисом Вільямс і мисом Адер. Названа Новозеландським комітетом із назв антарктичних територій у 1961 році за іменем Гаррі Пеннелла, лейтенанта Королівського військово-морського флоту, командира Британської антарктичної експедиції в 1910-13 рр. на кораблі Терра Нова. У цей час Пеннелл займався океанографічними роботами в морі Росса. У лютому 1911 р. він проплив уздовж цього узбережжя розвідуючи та бажаючи досягти цілей Північної кампанії на чолі з лейтенантом Віктором Кемпбеллом.
Ця назва також широко використовується  для позначення узбережжя і заглиблення, яке продовжується на південь до вододілу з Гір Південного Хреста на південному сході та Гір Юсарп на захід.
В основному територія землі обмежена 250-кілометровим льодовиком Ренника (один із найбільших льодовиків Антарктики), горами Анаре, північним краєм Гір Боуерса та Адміралтейськими гірськими хребтами. В середині землі переважають численні незначні гірські хребти (зокрема, Гори Фрайберга та Гори Співдружності), і два великих фірнових поля, Фірн Ренника та Фірн Еванса.
71°0′ пд. ш. 167°0′ сх. д. / 71.000° пд. ш. 167.000° сх. д.